# Ctenochira punctata
Ctenochira punctata är en stekelart som beskrevs av Dmitriy R. Kasparyan 1972. Ctenochira punctata ingår i släktet Ctenochira och familjen brokparasitsteklar. Inga underarter finns listade i Catalogue of Life.